# Trump International Hotel Las Vegas
Trump International Hotel Las Vegas — отель, расположенный на Fashion Show Drive в Парадайзе, Невада, США. Назван в честь его совладельца, президента The Trump Organization Дональда Трампа. Здание было спроектировано фирмой Bergman, Walls & Associates. Подрядчиком выступила компания Perini Building Company. Высота в 190 метров делает его самым высоким жилым зданием Лас-Вегаса (занимает 5-е место в общем списке самых высоких зданий Лас-Вегаса).
Проект здания включает в себя 64 этажа, рассчитанного на 1282 номеров и кондоминиумов. В отеле располагаются рестораны американской кухни, среди которых DJT, получивший звезду Мишлен.
Открытие состоялось 31 марта 2008 года.
Находится на улице Wynn Las Vegas, рядом с торговым центром Fashion Show.

## История
В апреле 2002 года Фил Раффин объявил, что стал партнером Дональда Трампа в строительстве Trump Tower в Лас-Вегасе, пятизвёздочного отеля стоимостью 300 миллионов долларов с возможностью размещения казино, строительство которого будет реализовано на Фэшн-Шоу Драйв, рядом с отелем и казино Ruffin’s New Frontier. Двумя годами ранее Трамп впервые обратился к Раффину с предложением построить недвижимость на Лас-Вегас-Стрип или рядом с ним. Планировалось, что строительство башни Трампа в Лас-Вегасе начнётся через шесть-семь месяцев и продлится около 18 месяцев.
В ноябре 2003 года Трамп отрицал, что реализация проекта была отложена или что она страдала от нехватки финансирования. Трамп заявил, что рассматривает возможность «чего-то более масштабного» для проекта. В июле 2004 года Раффин сообщил, что до этого момента проект откладывался из-за других деловых проектов Трампа, включая его реалити-шоу «Ученик». В том же месяце Трамп и Раффин объявили о пересмотре планов строительства. Хотя у Трампа была лицензия на игорный бизнес, он решил не размещать казино на территории отеля.
В январе 2005 года проект оценивался в 1 миллиард долларов. Первоначально планировалось, что фундамент будет заложен в мае 2005 года, а завершение строительства состоится к концу 2006 года. К маю 2005 года все 1282 квартиры в кондоминиуме башни были забронированы потенциальными покупателями.
12 июля 2005 года Трамп и Раффин провели церемонию закладки фундамента проекта. В мероприятии приняли участие около 300 представителей штата и местных органов власти, а также звёзды шоу-бизнеса, такие как Кэролин Гудман, «showgirls», Стив Винн и его жена Элейн Винн, а также победительница конкурса «Мисс США 2005» Челси Кули.
Строительство началось в ноябре 2005 года. В марте 2006 года была завершена работа над прогулочной зоной площадью около 3500 м². В среднем 800 рабочих строили по одному новому этажу для башни примерно каждые шесть дней. Строительство было завершено 25 мая 2007 года. Проект обошелся в 500 миллионов долларов на участке в 3 акра земли. Проект был разработан компанией Bergman, Walls & Associates и построен строительной компанией Perini.
Отель Trump Hotel Las Vegas был открыт 31 марта 2008 года. Церемония открытия состоялась 11 апреля 2008 года. К октябрю 2008 года было продано только 21 % кондоминиумов, поскольку у потенциальных покупателей возникли проблемы с получением ипотечных кредитов. По состоянию на 2013 год операции в башне курировал Эрик Трамп.

## Происшествия

### Взрыв Tesla Cybertruck в 2025 году
1 января 2025 года примерно в 8:39 утра по местному времени у главного входа в отель произошёл взрыв и возгорание автомобиля Tesla Cybertruck. В ходе расследования было установлено, что в грузовике находились пиротехнические материалы и газовые баллончики. Причина взрыва, включая то, был ли он преднамеренным, всё ещё расследуется.
Илон Маск заявил, что руководящая команда Tesla активно занимается изучением обстоятельств произошедшего, используя телеметрию, которую в последний раз передавал Cybertruck, а также пришел к выводу, что взрыв был вызван не неисправностью самого автомобиля, а фейерверком и/или бомбой в кузове транспортного средства.

## Ресторан DJT
DJT — ресторан в отеле Trump International Hotel Las Vegas в штате Невада. В ресторане подают блюда американской кухни. Ресторан получил звезду мишлен.